# Danh sách sân bay tại Lào
Đây là danh sách các sân bay của Lào:

## Sân bay
| Tỉnh/thành phố | ICAO | IATA    | Tên sân bay                   |
| Attopeu        | VLAP | AOU     | Sân bay Attopeu               |
| Ban Hat Tai    | VLHS | OUI/HOE | Sân bay Ban Huoeisay          |
| Cù lao Khong   | VLKG | KOG     | Sân bay Khong                 |
| Luang Namtha   | VLLN | LXG     | Sân bay Luang Namtha          |
| Luang Prabang  | VLLB | LPQ     | Sân bay quốc tế Luang Prabang |
| Muang Xay      | VLOS | ODY     | Sân bay Oudomsay              |
| Pakse          | VLPS | PKZ     | Sân bay Pakse                 |
| Phonsavan      | VLXK | XKH     | Sân bay Xieng Khouang         |
| Saravane       | VLSV | VNA     | Sân bay Saravane              |
| Sam Neua       | VLSN | NEU     | Sân bay Sam Neua              |
| Savannakhet    | VLSK | ZVK     | Sân bay Savannakhet           |
| Sayaboury      | VLSB | ZBY     | Sân bay Sayaboury             |
| Thakhek        | VLTK | THK     | Sân bay Thakhek               |
| Vientiane      | VLAO | LVT     | Sân bay Vientiane             |
| Vientiane      | VLVT | VTE     | Sân bay quốc tế Wattay        |